# Арджетояну, Константин
Константин Арджетояну (рум. Constantin Argetoianu ; 15 марта 1871, Крайова — 6 февраля 1955 , Сигет) — румынский адвокат, медик, мемуарист, политик, государственный деятель, премьер-министр Румынии (28 сентября — 24 ноября 1939), министр иностранных дел Румынии (1931—1932), министр финансов Румынии (1920, 1931—1932), внутренних дел Румынии (1931—1932), министр сельского хозяйства Румынии (1927—1928). Председатель Сената Румынии (15 июня 1939-5 сентября 1940). Один из самых известных деятелей межвоенного периода Румынии.

## Биография
Представитель боярской семьи из Отенении, сын генерала Йона Арджетояну. Окончил факультет права и медицины в Университете Парижа.
Был преуспевающим бизнесменом, удачливым известным игроком на Бухарестской фондовой бирже и крупным землевладельцем.
С 1897 года — на дипломатической службе. Работал в румынских посольствах в Стамбуле, Риме, Вене и Париже. Участник Второй Балканской войны. Служил армейским военным врачом в звании капитана. Во время службы столкнулся с эпидемией холеры.

## Политическая карьера
Масон. Политическую карьеру начал в 1914 году, был избран в Сенат Румынии от Консервативной партии. В 1918 вступил в должность министра юстиции в правительстве А. Авереску. В том же году присоединился к Народной партии, во главе с А. Авереску.
Возглавлял румынскую делегацию на предварительных переговорах по мирному урегулированию в Буфтя в 1918 году, которое предшествовало заключению Бухарестского мирного договора, сепаратного договора между Румынией и Центральными державами.
В 1920 г. назначен на должность министра финансов в правительстве А. Авереску.
Был известен своей антикоммунистической позицией: проводил аресты тех членов румынской Социалистической партии, которые на съезде своей партии в мае 1921 года поддерживали марксистскую платформу и голосовали за объединение социалистической и коммунистической фракций (будущей Коммунистической партии Румыния) с Коминтерном. Все арестованные были привлечены к уголовной ответственности.
С 1931 г. — министр внутренних дел и финансов в правительстве Николае Йорга. Усилия Арджетояну и его попытки приостановить выплату заработной платы государственным служащим вызвали волну протестов против него. В 1932 правительство не получило вотум доверия. После ухода из правительства, Арджетояну создал свою небольшую партию Аграрная ассоциация (Uniunea Agrar), решив работать в тесном контакте с королевским двором. 28 сентября 1939 г. он вступил в должность премьер-министра, которую занимал в течение двух месяцев.
В 1938 году был одним из организаторов политической партии Фронта национального возрождения для поддержки политики короля Кароля II.
Во время режима Йона Антонеску Арджетояну выехал из Румынии и поселился в Швейцарии. Вернувшись в страну в 1946 году, пытался выступать посредником между румынскими коммунистами и Национально-крестьянской партией. Неэффективность этих мер заставила его создать свою собственную политическую базу. В январе 1947 г.
вместе с однодумцами основал союз (Uniunea Naţională Muncă şi Refacere), который вскоре распался.
В 1948 г. ушёл в отставку по болезни. 6 мая 1950 г. был арестован сотрудниками Секуритате. Находился в заключении без суда и умер при невыясненных обстоятельствах в тюрьме. В 1999 году был реабилитирован.

## Семья
Дважды женат, имеет дочь.

## Публикации
Бо́льшую часть своей жизни писал мемуары. В 1938 году опубликовал «По следам прошлого. Путешествие в Египет» (Pe urmele trecutului. O călătorie în Egipt). В 1990-х годах вышло 11 томов воспоминаний Аргетоиану (Memorii. Pentru cei de mâine: amintiri din vremea celor de ieri), отражающие социально-политические реалии эпохи, в которой он жил.